# Afrojack
Nick van de Wall (n. 9 septembrie 1987), cunoscut după numele său de scenă Afrojack, este un producător de muzică și DJ neerlandez câștigător al Premiului Grammy. Născut și crescut în Spijkenisse, Țările de Jos, el s-a clasat pe locul 7 în Topul DJ Mag  100 din 2010. Aceasta a fost cea mai bună nouă intrare din top în anul 2010.
Melodia „Take Over Control” realizată cu cântăreața neerlandeză Eva Simons, a ajuns în topuri în câteva țări. În iulie 2010, Afrojack a creat un Essential Mix pentru BBC Radio 1. În decembrie 2006, Afrojack a anunțat, prin website-ul său, că va lansa un album numit Lost & Found. Albumul a fost lansat pe 22 decembrie 2010. În 2011 la începutul anului Afrojack a remixat singleul „Last Night” creat de Ian Carey și Snoop Dogg. Mai târziu, Afrojack a colaborat cu Pitbull la hitul „Give Me Everything” cu Ne-Yo și Nayer. De asemenea a contribuit și la melodia „Run the World (Girls)” de Beyonce.